# Frédégonde

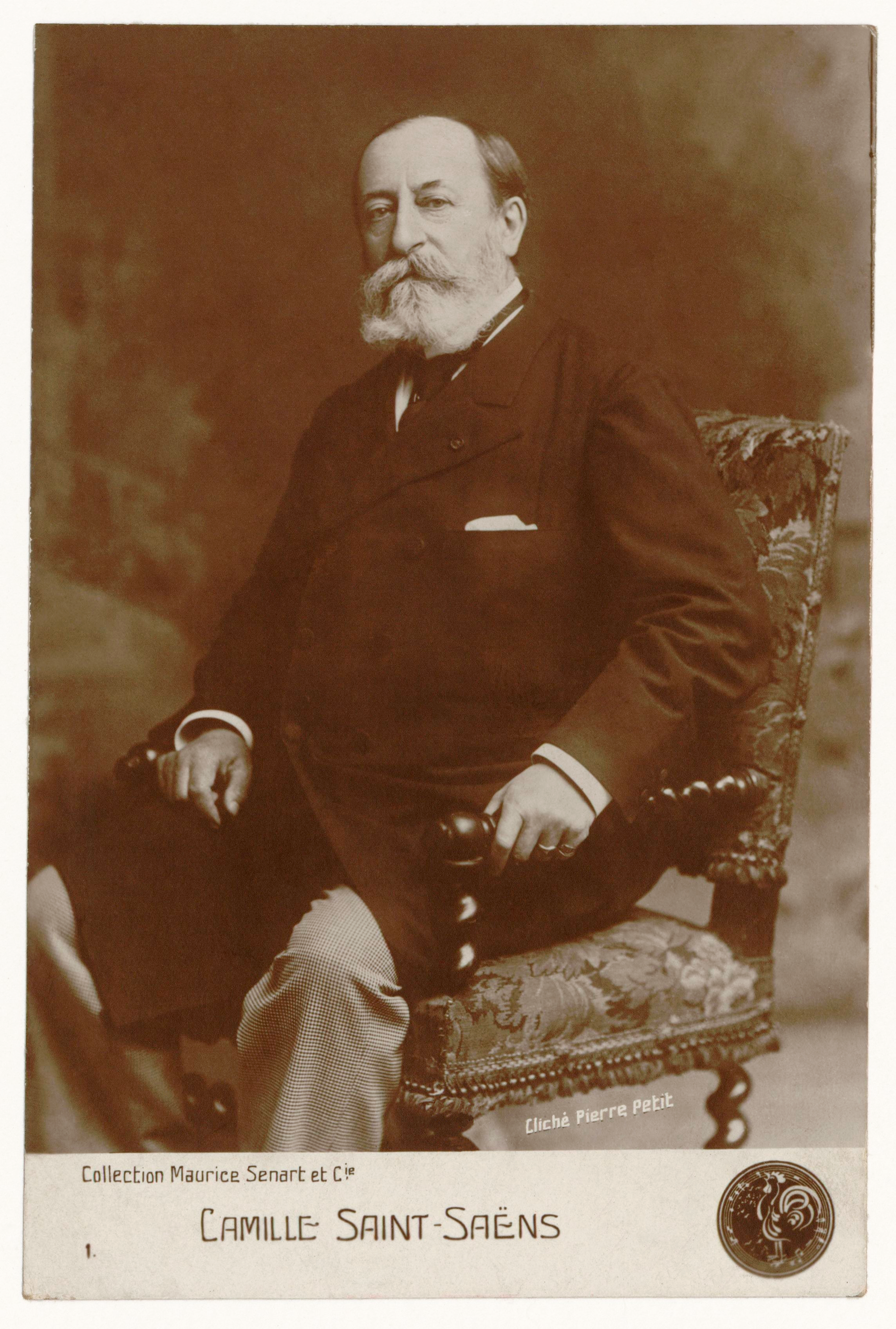
Camille Saint-Saëns

Frédégonde är en fransk opera (drame lyrique) i fem akter med musik av Camille Saint-Saëns och Ernest Guiraud, samt libretto av Louis Gallet.
Operan påbörjades av Guiraud men då denne avled 1892 slutförde Saint-Saëns verket. Saint-Saëns komponerade "krigshymnen" (l'Hymne guerrier) och baletterna vilka avslutar akterna III, IV och V. Orkestreringen av operan gjordes av Paul Dukas, som var elev till Guiraud. Frédégonde hade premiär den 16 december 1895 på Parisoperan.

## Personer
- Brunhilda, Austrasiens drottning (sopran)
- Frédégonde, Neustriens drottning (mezzosopran)
- Mérowig (tenor)
- Hilpérick, kung av Neustrien, hans fader (baryton)
- L'Evêque Prétextat (bas)
- Fortunatus (tenor)
- Landéric (bas)
- En servitör (baryton)
- Quatre seigneurs Goths (basar)